# Mouvement National Congolais
Het Mouvement national Congolais (MNC) is een vooraanstaande politieke partij in de Democratische Republiek Congo, die een belangrijke rol heeft gespeeld in de strijd voor onafhankelijkheid en de vormgeving van het politieke landschap van het land.

## Geschiedenis

### Oprichting

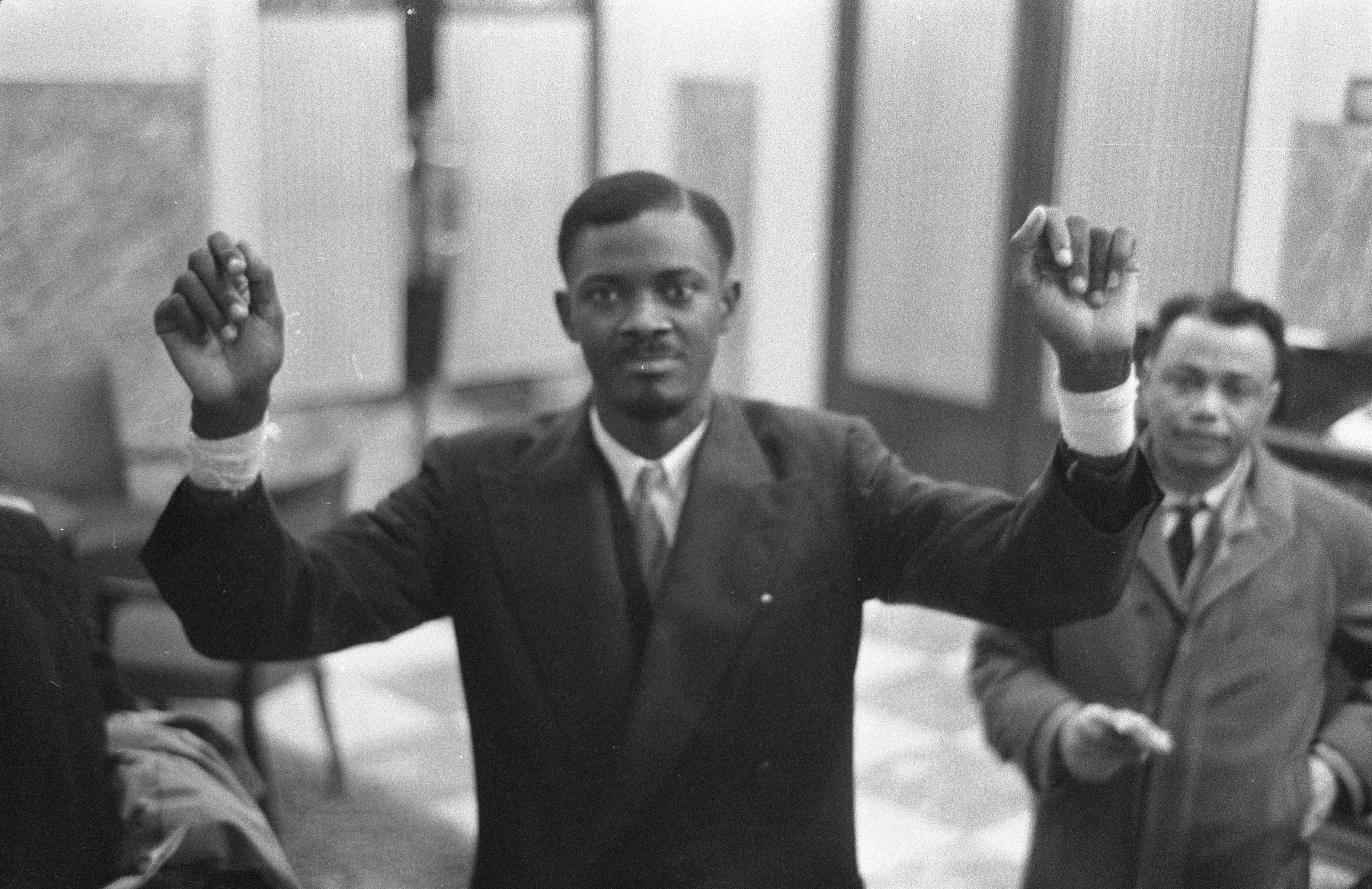
Patrice Lumumba, leider van de MNC-L fractie en eerste premier van de onafhankelijke Republiek Congo, in Brussel voor de Belgo-Congolese rondetafelconferentie (1960).

In 1958 werd de MNC opgericht als een nationalistische partij binnen Belgische Congo. De partij fungeerde als een verenigd front en streefde naar onafhankelijkheid "binnen een redelijke termijn", waarbij leden met diverse politieke achtergronden werden samengebracht om dit doel te bereiken. Het oprichtingshandvest werd ondertekend door prominente figuren zoals Patrice Lumumba, Cyrille Adoula en Joseph Iléo. Opvallend genoeg weigerde Joseph Kasavubu te ondertekenen, waarbij hij de partij beschuldigde van te gematigd te zijn. Tegen het einde van 1959 claimde de partij 58.000 leden te hebben.
De MNC was een nationale partij met aanzienlijke steun doorheen Congo, in tegenstelling tot vele andere partijen die voornamelijk steunden op regionale of etnische loyaliteiten binnen hun respectievelijke provincies.
De MNC was de voornaamste nationalistische partij in de Belgische Congo, maar kende binnen de partij diverse facties met uiteenlopende standpunten over verschillende kwesties. De partij raakte steeds meer verdeeld tussen gematigde 'évolués' en de radicalere massa-aanhang. In juli 1959 probeerde Iléo de partij te splitsen om een meer radicale stroming te vormen die federalisme boven centralisatie steunde, maar slaagde er niet in om een massale afscheuring van de hoofdpartij te bewerkstelligen.
De splitsing resulteerde in de overgebleven meerderheid van de partij die de naam MNC-Lumumba (MNC-L) aannam. De breuk verdeelde echter ook de MNC tussen de aanhangers van Lumumba die de regio Stanleystad controleerden en hun factie, die bekend werd als de MNC-Kalonji (MNC-K), met steun in Elisabethstad en onder de Baluba etnische groepen.
Beide groeperingen streden tijdens de eerste parlementsverkiezingen van Congo in juni 1960, waar Lumumba's partij naar voren kwam als de grootste nationalistische fractie in het land. Lumumba vormde een coalitie met de meer revolutionaire en federalistische ABAKO-partij onder leiding van Joseph Kasavubu. Lumumba werd premier gekozen, terwijl Kasavubu de eerste president van Congo werd.

### Onafhankelijkheid en de Congocrisis

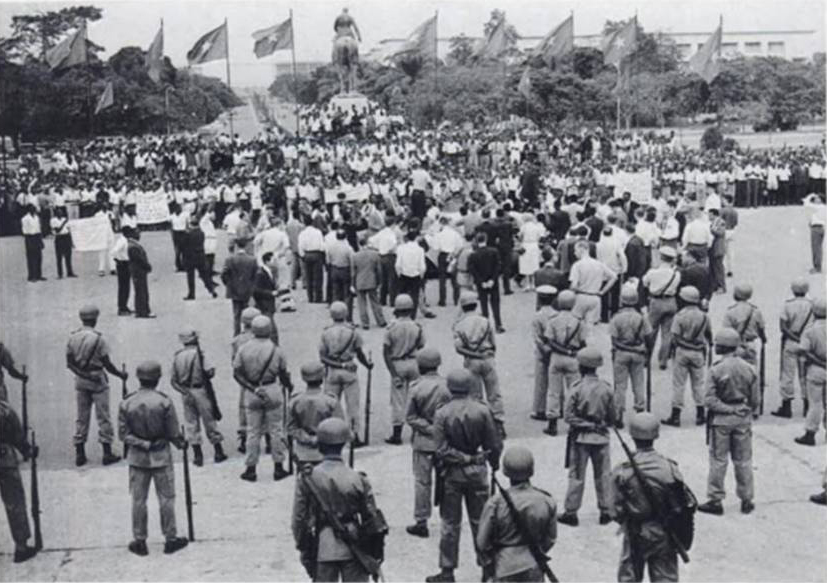
Leden van de MNC-Kalonji protesteren tegen de Regering-Lumumba.

Het land raakte echter al snel verwikkeld in de Congocrisis, waarbij het geconfronteerd werd met muitende soldaten en separatisme in Katanga (onder leiding van Moïse Tshombe) en Zuid-Kasaï (onder leiding van Albert Kalonji). In september ontstond er een conflict tussen Lumumba en Kasavubu, waarbij Kasavubu Lumumba ontsloeg en in plaats daarvan Joseph Iléo, lid van de Kalonji-partij, benoemde tot premier. Lumumba verklaarde vervolgens dat de president afgezet was, terwijl Iléo er niet in slaagde parlementaire goedkeuring te verkrijgen. De impasse werd doorbroken toen kolonel Joseph-Désiré Mobutu, een assistent en aanhanger van Lumumba, Lumumba arresteerde. Lumumba werd later naar Katanga overgebracht en onder dubieuze omstandigheden gedood.
In maart 1961 organiseerde de MNC-L een partijcongres in Stanleystad om een nieuwe partijvoorzitter te kiezen ter vervanging van Lumumba. Christophe Gbenye werd verkozen om de leiding op zich te nemen, maar leiderschapsconflicten bleven de partij de daaropvolgende jaren teisteren. Verschillende leden, waaronder Joseph Kasongo, Charles Badjoko, Gabriel Lassiry en Antoine Kiwewa, beweerden allemaal op enig moment Lumumba's rechtmatige opvolger te zijn. Tijdens de conferentie uitten afgevaardigden een algemene wens om een groter blok te vormen dat alle Lumumbisten in het land zou vertegenwoordigen. In september kondigde Antoine Gizenga, lid van de Parti Solidaire Africain en voormalig regeringscollega van Lumumba, aan dat zijn partij en de MNC-L samensmolten tot de Parti National Lumumbiste. Leiders van de MNC-L verwierpen deze verklaring en eisten dat er een partijcongres zou worden gehouden over een eventuele fusie.
Ondertussen nam de activiteit van nationale politieke partijen buiten de regering gestaag af. Hoewel de MNC-L langer standhield dan andere groeperingen en begin 1962 nog enkele functies bekleedde, was tegen 1963 bijna alle partijactiviteit gestopt. MNC-L leden bleven wel ministeriële portefeuilles bekleden in de nationale regering tot 1963, maar door leiderschapsconflicten slaagden zij er niet in om als een samenhangend stemmenblok in het parlement op te treden.
In november 1965 greep Mobutu opnieuw de macht na een nieuwe ruzie tussen de president en de premier. Onder het regime d'exception benoemde Mobutu zichzelf tot president. Hij gaf "de politici" de schuld van de vijf jaar durende onrust en decreteerde: "Voor vijf jaar zal er geen politieke partijactiviteit meer zijn in het land."

### Verbod en anti-Mobutu activiteit
Dit betekende het einde van de wettelijke activiteit van de MNC tot 1990. De partij bleef echter in ballingschap opereren, waar ze zich verbond met andere anti-Mobutu groepen. In ballingschap waren de twee belangrijkste MNC-groepen de MNC-L en de MNCR (Mouvement National Congolais Rénové, "Gerenoveerde Congolese Nationale Beweging"). De MNC-L bleef ook lijden onder factiestrijd en splitste tijdens deze periode verder uiteen. De belangrijkste factie van de MNC-L kwam onder leiding van François Lumumba, de zoon van Patrice Lumumba. De verschillende MNC-groepen organiseerden een militante verzet in Congo (door Mobutu hernoemd tot "Zaïre"). De MNC-L richtte een gewapende tak op genaamd "Lumumba Patriottisch Leger" (Armée Patriotique Lumumba, APL) en vormde een coalitie met het Front voor de Bevrijding van Congo – Patrice Lumumba (FLC-L), een militante groep die in de jaren 1980 een guerrillastrijd voerde in Zaïre. MNC-activisten eisten de verantwoordelijkheid op voor de bomaanslagen in Kinshasa in maart 1984. In september 1985 verklaarden MNC-L, MNCR, de Congolese Democratische en Socialistische Partij, en andere oppositiegroepen een voorlopige regering in ballingschap. MNCR-leider Paul-Roger Mokede weigerde echter zijn benoeming tot president van deze oppositieregering, en verklaarde dat Zaïre zich geen "luxe" van een parallel regime kon veroorloven.
In het begin van de jaren 1990 werd een anti-Mobutu rebellengroep genaamd de Nationale Raad van Verzet voor Democratie (Conseil National de Résistance pour la Démocratie, CNRD) actief. De CRND, geleid door André Kisase Ngandu, deed zich voor als de gewapende vleugel van de MNC-L. Onderzoeker Thomas Turner verklaarde dat Kisase Ngandu was afgesplitst van een van de MNC-L facties voordat hij de CRND oprichtte. Een groep activisten onder leiding van Pascal Tabu, Mbalo Meka, en Otoko Okitasombo richtte in 1994 een nieuwe MNC-L op in Kinshasa; de oudere MNC-L hoofdfactie in ballingschap stond bekend als "MNC-Lumumba Originel" (MNC-LO). In 1996 sprak de leider van een MNC-L factie, Lambert Mende Omalanga, zijn steun uit voor Kisase Ngandu en Laurent-Désiré Kabila. De twee waren de leiders geworden van de Alliantie van Democratische Krachten voor de Bevrijding van Congo (AFDL) rebellencoalitie, die vocht in de Eerste Congolese Oorlog om Mobutu omver te werpen.
Na de val van het regime van Mobutu in 1997 begonnen MNC-facties deel te nemen aan de reguliere nationale politiek. Een MNC-L factie onder leiding van Patrice Lumumba's neef, Albert Onawelho Lumumba, was zeer kritisch over het bewind van Laurent-Désiré Kabila, die aan de macht was gekomen als president. In tegenstelling hiermee werd Patrice Lumumba's dochter, Julienne Lumumba, onderdeel van Kabila's regering. Lumumba's erfenis wordt ook opgeëist door de Parti Lumumbiste Unifié (PALU), geleid door Lumumba's voormalige vicepresident, Antoine Gizenga, de voormalige premier. In 2022 werden de overblijfselen van Patrice Lumumba gerepatrieerd naar de Democratische Republiek Congo. François Lumumba, de leider van de belangrijkste factie van de MNC-L, gebruikte de gelegenheid om zijn hoop uit te spreken dat de nationalistische geest van zijn vader de Congolezen zou helpen om hun land te verdedigen tegen vijanden, gezien de toen lopende M23-offensief.

## Gekende MNC facties
- Mouvement National Congolais-Lumumba (MNC-L) (vanaf 1959)
  - Conseil National de Résistance pour la Démocratie (CNRD) (vanaf ongeveer 1990)
  - "Mouvement National Congolais-Lumumba Originel" (MNC-LO) (kern van de in ballingschap verbannen factie; bekend onder deze naam vanaf 1994)
  - "Nieuw" Mouvement National Congolais-Lumumba (vanaf 1994)
  - Mouvement National de la Convention Lumumba Originel (MNCLO)
- Mouvement National Congolais-Kalonji (MNC-K) (vanaf 1959)
- Mouvement National Congolais Rénové (MNCR) (vanaf ongeveer jaren 1960)

## Notabele leden
- Cyrille Adoula
- Joseph Iléo
- Albert Kalonji
- Joseph Kasongo
- François Lumumba
- Patrice Lumumba
- Joseph-Desirée Mobutu
- Maurice Mpolo
- Joseph Okito
- Alphonse Songolo